# Det stora reportaget
Det stora reportaget (originaltitel: The Front Page) är en amerikansk komedifilm från 1931 i regi av Lewis Milestone. Det är den första filmversionen av Broadway-pjäsen The Front Page, som hade premiär 1928. Historien filmades på nytt 1940 av Howard Hawks som Det ligger i blodet, samt en tredje gång 1974 som Stoppa pressarna!.
Filmen nominerades till tre Oscarstatyetter vid Oscarsgalan 1931, bästa film, bästa regi och bästa manliga huvudroll. Den vann dock inte i någon kategori. Filmen är sedan 2010 invald av USA:s kongressbibliotek i National Film Registry.

## Handling
Hildy Johnson (spelad av Pat O'Brien) är reporter och förlovad med Peggy Grant (Mary Brian). Han vill avsluta sin anställning för att gifta sig med henne och få ett bättre jobb. Hans chefredaktör Walter Burns (Adolphe Menjou) är dock fast besluten att behålla honom. Alla övriga reportrar på tidningen väntar på ett scoop om hängningen av brottslingen Earl Williams (George E. Stone). Men Williams rymmer och Hildy blir mer inblandad i fallet än vad han tänkt.

## Medverkande (i urval)
- Adolphe Menjou – Walter Burns
- Pat O'Brien – Hildebrand "Hildy" Johnson
- Mary Brian – Peggy Grant
- Edward Everett Horton – Roy V. Bensinger
- Walter Catlett – Jimmy Murphy
- George E. Stone – Earl Williams
- Mae Clarke – Molly Malloy
- Slim Summerville – Irving Pincus
- Matt Moore – Ernie Kruger
- Frank McHugh – "Mac" McCue
- Clarence Wilson – Sheriff Peter B. "Pinky" Hartman